# Sybra fuscofasciatoides
Sybra fuscofasciatoides är en skalbaggsart som beskrevs av Stefan von Breuning 1964. Sybra fuscofasciatoides ingår i släktet Sybra och familjen långhorningar.
Artens utbredningsområde är Fiji. Inga underarter finns listade i Catalogue of Life.